# Oltre l'orizzonte azzurro
Oltre l'orizzonte azzurro (Beyond the Blue Event Horizon) è un romanzo di fantascienza dello scrittore Frederik Pohl, pubblicato nel 1980.

## Storia editoriale
Il romanzo è stato pubblicato per la prima volta in lingua inglese da Del Rey/Ballantine nel 1980 e concorrente nel 1981 nella categoria romanzi per il Premio Nebula, per il Premio Hugo e per il premio della British Science Fiction Association. Il romanzo è stato tradotto in italiano da Roberta Rambelli e pubblicato da Editrice Nord nel 1982.
L'opera è la prosecuzione del pluripremiato La porta dell'infinito, ed è il secondo romanzo nel ciclo degli Heechee.

## Trama
La vicenda si snoda tra alcuni filoni fondamentali.
La vita a bordo di un manufatto Heechee di un ragazzino umano, nato da un'esploratrice lì giunta già incinta senza essere in grado di far ritorno, che interagisce con quello che si scoprirà essere la "Fabbrica di Viveri" e con un altro in cui vivono i misteriosi abitanti chiamati da lui "i Vecchi".
La cronaca dell'equipaggio di cercatori inviato da Robinette Broadhead, che dopo il suo ritorno nell'ultima missione aveva conquistato un notevole patrimonio economico, alla scoperta di un nuovo manufatto Heechee, la "Fabbrica di Viveri", con la quale contava di risolvere il sempre maggiore bisogno di cibo sul pianeta Terra.
La vita sociale di Robinette Broadhead che, superata la perdita dell'amata Gelle-Klara Moynlin, stava vivendo accanto alla moglie S. Ya. Lavorovna, informatica premiata con un Nobel.

## Edizioni
- Frederik Pohl, Beyond the Blue Event Horizon, Ballantine Books, 1980,  p. 336, ISBN 0-7653-2177-7.
- Frederik Pohl, Oltre l'orizzonte azzurro, collana Cosmo Oro, n. 54, Editrice Nord, 1982,  p. 277, ISBN 88-429-0351-5.